# Shatou, Guangxi
Shatou (kinesiska: 沙头镇, 沙头) är en köping i Kina. Den ligger i den autonoma regionen Guangxi, i den södra delen av landet, omkring 350 kilometer öster om regionhuvudstaden Nanning. Antalet invånare är 61491. Befolkningen består av 29 924 kvinnor och 31 567 män. Barn under 15 år utgör 28,0 %, vuxna 15-64 år 63 %, och äldre över 65 år 7,0 %.
Genomsnittlig årsnederbörd är 2 157 millimeter. Den regnigaste månaden är maj, med i genomsnitt 326 mm nederbörd, och den torraste är februari, med 42 mm nederbörd.